# Martinaccio Acciaiuoli
Martinaccio Acciaiuoli (XIV secolo – XIV secolo) è stato un condottiero italiano personaggio della famiglia fiorentina degli Acciaiuoli, fratello di Angelo I e di Niccolò.
Intraprese la carriera militare e comandò la Lega di Certaldo nel 1341.

Stemma degli Acciaiuoli